# Sistema político de Egipto
Egipto es -de acuerdo al Artículo 1 de la Constitución egipcia del 11 de septiembre de 1971- un estado democrático socialista y parte de la nación arábica. El Islam es su Religión de estado (Art. 2); el Sistema pluripartidista se establece en el Art. 5 de la Constitución. En los Art. 40-63 de la Constitución se garantizan diversos Derechos civiles. De facto, la Democracia y los Derechos civiles han estado restringidos en gran medida por el estado de excepción vigente desde el asesinato de Anwar as-Sadat en 1981.

## Instituciones

### Presidente
De acuerdo al Art. 73 el jefe de Estado es el presidente con las siguientes atribuciones:
- Nombra y destituye a su(s) sustituto(s) y al Gobierno (primer ministro y ministros) (Art. 141),
- Es Comandante en Jefe de las Fuerzas Armadas (Art. 150),
- Emite decretos y establece tratados, los que pasan a tener carácter de ley (Art. 147 y 151),
- Declara el estado de emergencia; éste debe tener una duración limitada – a no ser que la Asamblea Popular (madschlis asch-schaab) acuerde una extensión temporal (Art. 148).

De acuerdo al Artículo 76 de la Constitución, un candidato a la presidencia deberá ser propuesto por un tercio de los diputados de la Asamblea Popular. Si, en la votación del Parlamento que sigue, el candidato obtiene dos tercios de los votos, se fija fecha para un plebiscito, en el que se requiere la mayoría absoluta de los votos. El período presidencial egipcio es de seis años; el número de períodos en el cargo no está limitado (Art. 77). En el plebiscito presidencial tienen derecho a voto todos los egipcios a partir de la edad de 16 años. Antes de la reforma constitucional de 2005 no se consideraban candidatos competidores.
El Presidente actual, Hosni Mubarak, ya bajo Anwar as-Sadat fue Viceministro de Defensa, Vicepresidente del Estado y Vicepresidente del Partido Nacional Democrático (Hizb al-watani ad-dimuqrati). Una semana después del asesinato de Sadat en 1981 se le transfirió el cargo de Presidente de acuerdo a la Constitución. Desde 1982 preside además al NDP. En los plebiscitos presidenciales de 1981, 1987 y 1993, Mubarak fue confirmado en su cargo por más del 90 por ciento de los votos.

### Parlamento
De acuerdo al Artículo 86 de la Constitución, el parlamento egipcio (la Asamblea del Pueblo Egipcio) es el cuerpo legislativo, cuyos miembros son elegidos por un período de cinco años según su Artículo 92. Por lo menos la mitad de sus miembros deben ser obreros y campesinos (Art. 87). Las elecciones a la Asamblea Popular se rigen por la actual ley electoral que data de 1987. Tiene derecho a voto todos los egipcios a partir de la edad de 18 años, mientras que el derecho a ser elegido se adquiere al cumplir los 30 años de edad. Los miembros de la policía y de las Fuerzas Armadas no tiene derecho a voto. De acuerdo a la Ley N.º 38 de 1972 el número total de los diputados de elección popular es de 444. A ellos se agregan (máximo) 10 diputados designados por el presidente.
Desde 1990, el número de distritos parlamentarios es de 222, siendo que en cada distrito (por un sistema binominal) se eligan dos diputados. En cada distrito pueden presentarse dos candidatos de un mismo partido. Cadauna de las 26 gobernaciones dispone al menos de dos distritos parlamentarios. En las elecciones, el Artículo 87 de la Constitución se aplica ya a nivel de distrito, lo que concretamente significa que es posible que el candidato que haya obtenido la segunda mayoría deba ceder su lugar a un obrero o campesino. Cada votante debe darle su voto a dos candidatos.
El Parlamento Egipcio se compone además de una segunda cámara, la Asamblea Consultiva (madschlis asch-schura), cuyas funciones son comparables a las de la Cámara de los Lores británica.
Si un parlamentario elegido deja de serlo, p.ej. al fallecer, en el distrito correspondiente se realizan elecciones complementarias.

## Partidos
El partido de gobierno de Egipto es el ya mencionado Partido Nacional Democrático (NDP) (Hizb al-watani ad-dimuqrati).

### Regulaciones
Para la inscripción de partidos nuevos rige la Ley N.º 40 de 1977, complementada en 1978. De acuerdo a ella, todo partido deberá reconocer el derecho islámico (la Sharia) como fuente principal de la legislación, comprometiéndose además a conservar la unidad nacional y la paz social. Asimismo deben reconocerse el sistema democrático socialista y las conquistas del socialismo. El partido no debe referirse en forma exclusiva a determinada religión, raza, lengua, profesión o género, por lo que son ilícitos los partidos  islamistas y los partidos de minorías tales como los coptos cristianos.
En Egipto, los partidos no pueden ser ramas de partidos políticos extranjeros, lo que también rige para partidos de otros países árabes, como los partidos Baath. Del mismo modo no pueden ser financiados desde el extranjero. Finalmente, los nuevos partidos fundados deberán diferenciarse claramente del programa y las ideologías de los partidos existentes. Para una nueva fundación se requieren 50 miembros fundadores, de los cuales 20 deberán ser miembros de la Asamblea Popular, mientras que 25 miembros deberán ser obreros o campesino de profesión. La legalización de un partido es materia de decisión de un comité de partidos, compuesto principalmente por integrantes del NDP.

### Partidos de oposición establecidos
Entre los principales partidos de oposición cabe mencionar:
- El Nuevo Partido Wafd (Hizb al-wafd al-dschadid), fundado en 1977 y reconstituido en 1984; con unos 2 millones de miembros, que defiende una política más bien conservadora, nacional-liberal. Su nombre refiere a ("antiguo") Partido Wafd, fundado al finalizar la Primera Guerra Mundial.
- El Partido Socialista de los Liberales (Hizb al-ahrar al-ischtiraki); este cuenta con unos 65.000 miembros y sigue una política conservadora liberal.
- El Partido de Unión Nacional Progresista, muchas veces llamado Tagammu, (Hizb at-tadschammu alwatani at-taqaddumi al-wahdawi); este sigue un rumbo socialista marxista, contando con unos 150.000 militantes.

En el caso de los demás partidos se trata de agrupaciones menores, los que a excepción del Partido Nasserista Democrático Árabe, de orientación panarábica, no tienen representación en el parlamento. Por ejemplo existe también un Partido Verde de Egipto  (Hizb al-chudr al-misri).

### Hermandad Musulmana
Aparte de los partidos nombrados existe sin embargo otro movimiento significativo, que repetidamente ha logrado representación parlamentaria: la comunidad de los  Hermanos Musulmanes (Dschamaat al-ichwan al-muslimin). Esta fue fundada en 1928 por el maestro de escuela Hassan al-Banna, reivindicando bajo la consigna de  „El Islám es la solución“ (al-islam huwa al-hall) una vuelta a los valores tradicionales con rechazo de las ideologías occidentales, consideradas ajenas a la esencia de la comunidad islámica. En el contexto político, los hermanos musulmanes proponen el establecimiento del derecho islámico, inclusive la penas del Hudud.
Oficialmente la Hermandad Musulmana se encuentra prohibida en Egipto. Sin embargo, en varias oportunidades logró  – a través de candidatos nominalmente independientes – ingresar a la Asamblea Popular. En 1987, los hermanos musulmanes constituían incluso el grupo más numeroso de oposición. Siendo su prohibición permanentemente reafirmada por los tribunales egipcios, en las elecciones de 1995 algunos de los candidatos cercanos a la Hermandad Musulmana fueron encarcelados. Sin embargo, en esas elecciones unos 150 independientes se presentaron como candidatos de ese movimiento, al que en la década de los 1994 se le adjudicaron relaciones con atentados contra turistas.
La Hermandad Musulmana cuenta con alrededor de 1 millón de miembros activos, operando diversas instituciones caritativas tales como  hospitales y estaciones de beneficencia social, ante todo en los barrios más pobres. Las ollas comunes y la creación de puestos de trabajo para jóvenes han llevado a que los Hermanos Musulmanes cuenten con apoyo principalmente de parte de las capas des-previlegiadas.

### Partidos y movimientos delsigloXXI
Con ocasión de las elecciones presidenciales de 2005, en las que se permitieron competidores a la candidatura del mandatario, se fundaron:
- Kifaya (basta), movimiento pro reformas democráticas fundado en 2004.
- El Partido Al-Ghad (mañana), partido secular liberal centrista creado en 2004 por exmiembros del Nuevo Partido Wafd. Lo encabeza Ayman Nour.
- De más reciente formación, la Asociación Nacional para el Cambio es la agrupación encabezada por Mohamed el-Baradei.

## Crítica y reformas
Críticos occidentales observan que Mubarak lleva décadas gobernando por medio de decretos de excepción, siendo Egipto un sistema seudodemocrático. Afirman que las elecciones en parte han sido fraudulentas y que algunos opositores han sido encarcelados como resultado de procesos políticos. Sostienen que el sistema es en parte corrupto. Que la única oposición significativa es la Hermandad Musulmana, de prestancia discutible para una concepción occidental de democracia. Los partidos tradicionales de oposición serían, en cambio, parte del sistema: se oponen en coordinación con el gobierno. En cambio, los grupos de orientación democrática tienen una organización insuficiente. Apenas cuentan con apoyo fuera de las capas pequeñoburguesas de las grandes ciudades. Por el momento no serían capaces de formar gobierno. En la eventualidad de elecciones verdaderamente libres sería altamente probable se impondrían los fundamentalistas.
Para posibles reformas democráticas, que a la vez otorgaran protección contra ulteriores actos de terror, se requerirían: la construcción paciente y a largo plazo de un sistema de partidos y una  sociedad civil junto a un progreso económico, el levantamiento controlado del estado de excepción y la inclusión a niveles justos de la oposición, especialmente de la hermandad Musulmana.